# Gopal Krishna Pillai

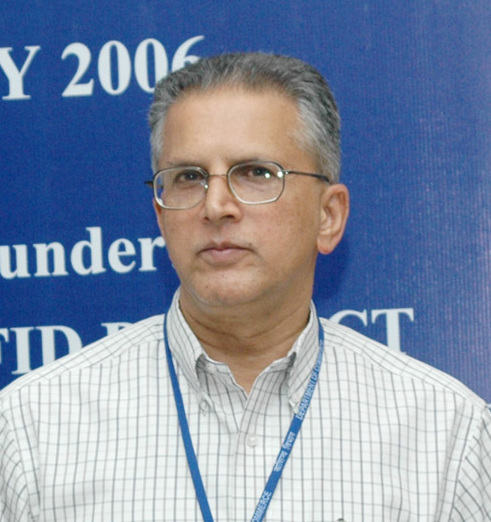
Gopal Krishna Pillai, 2006

Gopal Krishna Pillai (* November 1949 in Kerala, Indien) ist ein indischer Politiker. Von 2009 bis 2011 war er ein Staatssekretär im indischen Innenministerium.

## Werdegang
Pillai hat einen Abschluss vom Indian Institute of Technology Madras. Ab 1972 arbeitete er für den Indian Administrative Service. Er übte zunächst verschiedene Funktionen für die Landesregierung von Kerala aus wie Special Secretary Industries, Secretary Health und Principal Secretary des Ministerpräsidenten. Von 1996 bis 2001 war er als Joint Secretary im Innenministerium tätig. Später war er Commerce Secretary. Am 30. Juni 2009 wurde Pillai Staatssekretär im indischen Innenministerium (Home Secretary), womit er die Nachfolge von Madhukar Gupta antrat. Obwohl er im November 2009 das Rentenalter von 60 Jahren erreicht hätte, hatte er die Position aufgrund der fixen Amtszeit von 2 Jahren noch bis 2011 inne.